# Gracefield
Gracefield est une ville canadienne au Québec, chef-lieu de la municipalité régionale de comté de La Vallée-de-la-Gatineau, dans la région de l'Outaouais. Le recensement de 2021 y dénombre 2 376 habitants.

## Histoire
« Le premier colon à s'établir à Gracefield fut Augustin Éthier, originaire de l'île Jésus, en 1840. C'est sur la terre de celui-ci que les colons érigent la première chapelle en 1841, laquelle sert aussi d'école durant la semaine.
En 1845, Gracefield compte 20 familles et un petit noyau de village se forme, autour duquel, par la suite viendront s'ajouter de nouvelles familles qui s'établiront sur la rive est de la Gatineau, dans ce qui deviendra Northfield, puis en périphérie du village dans le canton de Wright.
Depuis le début de la colonisation, les populations des trois anciennes municipalités ont vécu en étroite relation, partageant toujours de multiples services et infrastructures. La nouvelle ville de Gracefield a officiellement vu le jour en 2002, à la suite du regroupement de trois municipalités: Gracefield, Northfield et Wright.

## Démographie
| 1991 | 1996 | 2001  | 2006  | 2011  | 2016  | 2021  |
| ---- | ---- | ----- | ----- | ----- | ----- | ----- |
| 703  | 713  | 2 273 | 2 439 | 2 355 | 2 462 | 2 376 |

## Administration
Les élections municipales se font en bloc pour le maire et les six conseillers.
| Gracefield Maires depuis 2001                                                                                        |                 |         |          |
| Élection | Maire           | Qualité | Résultat |
| 2001 | Yves Côté       |         | Voir     |
| 2005 | Réal Rochon     |         | Voir     |
| 2009 | Réal Rochon     | Voir    |          |
| 2013 | Joanne Poulin   |         | Voir     |
| 2017 | Réal Rochon (2) |         | Voir     |
| 2021 | Mathieu Caron   |         | Voir     |
| Élection partielle en italique Depuis 2005, les élections sont simultanées dans toutes les municipalités québécoises |                 |         |          |

## Attraits
Ce qu'il est maintenant convenu d'appeler le centre-ville de Gracefield constitue aujourd'hui le deuxième centre de services de la MRC. On y trouve toute la gamme de services et de commerces pour satisfaire les besoins de la population résidente et des milliers de villégiateurs et touristes qui séjournent annuellement dans les environs. »
Le METRO est le seul commerce d'alimentation de la région.  Et l'école Sacré-Cœur de Gracefield, rassemble tous les élèves de niveau secondaire de la région.